# NGC 1240
NGC 1240 é uma estrela dupla na direção da constelação de Aries. O objeto foi descoberto pelo astrônomo William Herschel em 1784, usando um telescópio refletor com abertura de 18,6 polegadas. 